# Beard Papa's
Beard Papa's là một chuỗi quốc tế về bánh phồng bắt đầu từ Nhật Bản, từ công ty Muginoho Co., Ltd. Câu phương châm của họ là "Những chiếc bánh su kem tươi và tự nhiên" ("Fresh and natural cream puffs"). Beard Papa's có hơn 250 cửa hàng khắp Nhật Bản và 300 cửa hàng khắp thế giới. Tại Việt Nam, Beard Papa's có chi nhánh tại Hà Nội và thành phố Hồ Chí Minh.
Sản phẩm điểm nhấn là vỏ bánh choux chứa đầy kem sữa trứng, có trong vani, sô-cô-la, và các hương vị đặc sản như trà xanh, dâu, Nutella, Limoncello, nước cốt dừa, mè đen, phô mai, kem hạt điều, dứa, sầu riêng, táo quế, hạt phỉ, bánh quy, bánh chanh, chuối, xoài, bí ngô, S'more, trà xám bá tước, éclair, bơ mật ong và cà phê. Ngoài ra, những cửa hiệu có địa điểm ở Hawaii còn có Haupia, Kem Baileys Ailen, sô-cô-la bạc hà, sô-cô-la dâu và caramen. Những hương vị khác nhau được bán trên một lịch quay.

## Lịch sử
Cửa hàng Beard Papa's đầu tiên được mở vào năm 1999 bởi Yuji Hirota tại Osaka, Nhật Bản với châm ngôn Pipin' Hot Cream Puffs. Kể từ khi bắt đầu Beard Papa's đã phát triển đáng kể bên ngoài Osaka và Nhật Bản tới Australia, Canada, China, Hong Kong, Indonesia, Korea, Malaysia, New Zealand, Pakistan, the Philippines, Singapore, Taiwan, Thailand, Sri Lanka, the United Kingdom, the United States và Việt Nam.
Công ty mở một cửa hàng hàng đầu, địa điểm đầu tiên ở Châu Âu, trên đường Oxford của Luân Đôn vào tháng 12 năm 2006. Cửa hàng này đóng cửa vào năm 2010.
Vào tháng 6 năm 2008, Beard Papa's được xếp hạng "Wired" bởi tạp chí Wired, xếp hạng cao nhất của tạp chí, trên cả "Tired" và "Expired".
Nhân vật The Beard Papa xuất hiện trong phim hoạt hình của Disney, Ráp-phờ đập phá, phát hành năm 2012, và được lồng tiếng bởi diễn viên John DiMaggio.

## Các loại bánh ngọt và món tráng miệng khác
Beard Papa's có một sự lựa chọn về các loại bánh ngọt và món tráng miệng khác như:
- Kem Mochi.
- Fondant Au Sô-cô-la
- Kem xoài băng hoa sen
- Bánh phô mai
- Mont-Blanc
- Tiramisu

## Liên kết
- Muginoho official website Lưu trữ ngày 5 tháng 3 năm 2016 tại Wayback Machine (bằng tiếng Anh)
- Beard Papa's North American site (bằng tiếng Anh)
- Beard Papa's International site Lưu trữ ngày 7 tháng 1 năm 2020 tại Wayback Machine (bằng tiếng Anh)
- Beard Papa's oficial site in Vietnam Lưu trữ ngày 22 tháng 12 năm 2019 tại Wayback Machine